# Tournoi de beach-volley de Sydney
Le tournoi de beach-volley de Sydney est l'une des manches à avoir été inscrite au calendrier du FIVB Beach Volley World Tour, le circuit professionnel mondial de beach-volley sous l'égide de la Fédération internationale de volley-ball.
Organisé trois fois entre 1991 et l'an 2000 dans la ville australienne de Sydney, l'épreuve messieurs couvre l'ensemble de la durée tandis que l'épreuve dames ne se joue qu'en l'an 2000.

## Éditions
| # | Année | Date messieurs     | Date dames         | Catégorie       | Site           | Diffuseur TV      |
| - | ----- | ------------------ | ------------------ | --------------- | -------------- | ----------------- |
| 1 | 1991  | 14 au 17 mars      | -                  | Tournoi open    |                |                   |
| 2 | 1992  | 15 au 19 janvier   | -                  | Tournoi open    |                |                   |
| 3 | 2000  | 17 au 26 septembre | 16 au 25 septembre | Jeux olympiques | Plage de Bondi | Diffuseurs des JO |

## Palmarès

### Messieurs
| Année | Vainqueurs                      | Finalistes                      | Troisième place              |
| ----- | ------------------------------- | ------------------------------- | ---------------------------- |
| 1991  | Sinjin Smith et Randy Stoklos   | Andre Lima et Guilherme Marques | Roberto Lopes et Franco Neto |
| 1992  | Sinjin Smith et Randy Stoklos   | Andre Lima et Guilherme Marques | Roberto Lopes et Franco Neto |
| 2000  | Dain Blanton et Eric Fonoimoana | Zé Marco et Ricardo Santos      | Jörg Ahmann et Axel Hager    |

### Dames
| Année | Vainqueurs                      | Finalistes                   | Troisième place                |
| ----- | ------------------------------- | ---------------------------- | ------------------------------ |
| 2000  | Natalie Cook et Kerri Pottharst | Adriana Behar et Shelda Bede | Sandra Pires et Adriana Samuel |

## Tableau des médailles

### Messieurs
| Nation     | Or | Argent | Bronze | Total |
| ---------- | -- | ------ | ------ | ----- |
| États-Unis | 3  | -      | -      | 3     |
| Brésil     | -  | 3      | 2      | 5     |
| Allemagne  | -  | -      | 1      | 1     |

### Dames
| Nation    | Or | Argent | Bronze | Total |
| --------- | -- | ------ | ------ | ----- |
| Australie | 1  | -      | -      | 1     |
| Brésil    | -  | 1      | 1      | 2     |